# 山形県立谷地高等学校
山形県立谷地高等学校（やまがたけんりつ やちこうとうがっこう Yamagata Prefectural Yachi High School）は、山形県西村山郡河北町谷地字田中にある県立高等学校。 

## 設置学科
- 普通科
- 商業科（廃止）

## 沿革
前身は1921年（大正10年）5月12日に開校した西村山郡立実科女子学校である。
- 1921年（大正10年）5月12日 - 西村山郡立実科女子学校開校。
- 1925年（大正14年）4月1日 - 山形県立谷地高等女学校となる。
- 1931年（昭和6年）4月1日 - 山形県立高等家政女学校併設
- 1948年（昭和23年）4月1日 - 学制改革により、山形県立谷地高等学校となる。全日制と定時制（本校）、定時制の溝延、西里分校を設ける。
- 1952年（昭和27年）3月31日 - 西里分校廃止。
- 1957年（昭和32年）4月1日 - 家庭科を設置する。
- 1959年（昭和34年）3月31日 - 溝延分校廃止。
- 1962年（昭和37年）4月1日 - 商業科を設置する。
- 1965年（昭和40年）3月31日 - 定時制課程廃止。
- 1972年（昭和47年）3月31日 - 家庭科廃止。
- 1991年（平成3年）6月1日 - 新夏期制服導入。
- 1994年（平成6年）4月8日 - 新制服導入。
- 1998年（平成10年）4月1日 - 商業科1学級減。これにより、普通科120名、商業科40名となる。
- 2008年（平成20年）3月31日 - 商業科廃止。

## 校歌
- 校歌
- 壮行歌
- 凱歌

## 特徴
- 元女子高だった背景から、男子：女子が1：3である。また、男子トイレのない階がある。
- 夏は、近くの商店街の空き店舗を使って、商業科の生徒が、起業家育成プロジェクトを行っていた。
- 冬には、3年生が社交ダンスを行う。
- 冬季間は運動部の生徒が部活動や地域貢献の一環として、近隣の高齢者世帯住宅の雪かきを行う。
- 概ね看護系専門学校や大学進学の志望者が半数、その他専門学校や就職が半数の割合。国立大や大手私学への進学者も毎年輩出している。

## 部活動

### 運動部
- カヌー部（全国カヌー競技選手権大会、国民体育大会出場。入賞、優勝多数。アテネオリンピック出場者2名輩出）
- 卓球部（インターハイ、国民体育大会出場多数。日本代表輩出）
- 弓道部（インターハイ、国民体育大会出場。）
- ソフトテニス部
- バレーボール部
- ソフトボール部
- バスケットボール部
- 野球部
- 陸上競技部

### 文化部
- メディア部
- 美術部
- 家庭部
- 吹奏楽部
- JRC部
- 書道部
- 華道教室

## アクセス
- JR左沢線寒河江駅下車。寒河江ターミナルより山交バス・『谷地』行で『谷地高校前』で下車（所要時間約15分）。

## 主な出身者
- 小和田敏子（卓球選手、第31回世界卓球選手権女子団体優勝者）[1]
- 大場恵美子（卓球選手、第31回世界卓球選手権女子団体優勝者）[2][3]
- 大塚文雄（民謡歌手）
- 田宮榮一（警察官）
- サザーランド（ロックバンド、メンバー4人中3人が出身者）